# UCI Africa Tour 2005
Navigation
Édition suivante
L'UCI Africa Tour 2005 est la première édition de l'UCI Africa Tour, l'un des cinq circuits continentaux de cyclisme de l'Union cycliste internationale. Il est composé de quatre compétitions, organisées du 16 février au 2 octobre 2005 en Afrique.

## Évolutions du calendrier
Les quatre épreuves au calendrier de cette édition sont toutes en catégorie 2.2. Les courses sont donc des courses par étapes qui ont été réparties dans quatre pays différents (Égypte, Cameroun, Afrique du Sud et Sénégal).

## Calendrier des épreuves
| Date          | Course           | Pays           | Classe | Vainqueur        | Équipe            |
| ------------- | ---------------- | -------------- | ------ | ---------------- | ----------------- |
| 16-24 février | Tour d'Égypte    | Égypte         | 2.2    | Sergey Tretyakov |                   |
| 26-12 février | Tour du Cameroun | Cameroun       | 2.2    | Davide Silvestri |                   |
| 9-13 mars     | Giro del Capo    | Afrique du Sud | 2.2    | Tiaan Kannemeyer | Barloworld-Valsir |
| 22-2 mars     | Tour du Sénégal  | Sénégal        | 2.2    | Alexandre Lecocq |                   |

## Classements finals
| #   | Coureur            | Pays           | Pts |
| 01. | Tiaan Kannemeyer   | Afrique du Sud | 163 |
| 02. | Ryan Cox           | Afrique du Sud | 151 |
| 03. | Jérémie Ouedraogo  | Burkina Faso   | 100 |
| 04. | Davide Silvestri   | Italie         | 90  |
| 05. | Jamie Ball         | Afrique du Sud | 73  |
| 06. | Laurent Zongo      | Burkina Faso   | 72  |
| 07. | Christian Eminger  | Autriche       | 58  |
| 08. | Sergey Tretyakov   | Kazakhstan     | 46  |
| 09. | Sergeiy Lavrenenko | Kazakhstan     | 44  |
| 10. | Willie van Zyl     | Afrique du Sud | 42  |

| #   | Équipe            | Pays           | Pts |
| 01. | Barloworld-Valsir | Royaume-Uni    | 327 |
| 02. | Nippo             | Japon          | 130 |
| 03. | Konica-Minolta    | Afrique du Sud | 101 |
| 04. | Dukla Trenčín     | Slovaquie      | 37  |
| 05. | Exel              | Afrique du Sud | 32  |
| 06. | Wiesenhof         | Allemagne      | 28  |
| 07. | Lamonta           | Allemagne      | 27  |
| 08. | Intel-Action      | Pologne        | 18  |
| 09. | Recycling.co.uk   | Royaume-Uni    | 13  |

### Classements par nations
| #   | Pays           | Pts  |
| 01. | Afrique du Sud | 1049 |
| 02. | Burkina Faso   | 329  |
| 03. | Namibie        | 40   |
| 04. | Cameroun       | 22   |
| 05. | Tunisie        | 11   |
| 06. | Égypte         | 6    |
| 07. | Maroc          | 5    |
| 08. | Zimbabwe       | 5    |
| 09. | Érythrée       | 4    |